# Kometa rodziny Jowisza
Kometa rodziny Jowisza – kometa krótkookresowa należąca do rodziny komet pozostających pod silnym wpływem grawitacji Jowisza. W swoim ruchu orbitalnym komety rodziny Jowisza poruszają się pomiędzy Słońcem a Jowiszem. Komety te nie pochodzą z rozpadu jednej większej komety, lecz na ich obecny kształt orbit miał wpływ Jowisz.
Według definicji klasycznej do rodziny komet Jowisza zaliczamy komety o okresie obiegu krótszym niż 20 lat.
Według definicji Levisona i Duncana są to komety o okresie obiegu krótszym niż 20 lat oraz takie, których parametr  Tisseranda jest większy niż 2, a mniejszy niż 3 (2<TJ<3).
Nachylenie orbit komet tej grupy jest mniejsze od 45°, przy czym wiele z nich ma nachylenie pomiędzy 15 a 20°. Aphelium wynosi około 5,2 jednostki astronomicznej od Słońca. Oś obrotu mają zgodną z osią obrotu Jowisza, wszystkie również poruszają się w tym samym kierunku co planety. Są to prawdopodobnie komety pochodzące z Pasa Kuipera. Według stanu na dzień 27 lipca 2016 roku znanych jest 530 komet należących do tej rodziny.